# ラブラボ
『ラブラボ』は、桃雪琴梨による日本の漫画作品。なお、正確には、「ラブ」と「ラボ」の間には、ハートの入ったフラスコが描かれている。

## 概要
『なかよしラブリー』(講談社、『なかよし』増刊)2005年冬の号に掲載された。
媚薬を作っては、他の学生に売りさばいている、科学部部員の莉子と結城の、クリスマス前の様子を描いた読みきり短編作品。
また、コミックス単行本のタイトルにもなっているが、桃雪にとっては、これが初の単行本でもあった。

## 書誌情報
桃雪琴梨 『ラブラボ』 講談社〈講談社コミックスなかよし〉、全1巻
- 2005年4月6日発行、ISBN 4-06-364077-9